# Peridroma kanoi
Peridroma kanoi là một loài bướm đêm trong họ Noctuidae.